# Laetia ovalifolia
Laetia ovalifolia J.F. Macbr. – gatunek roślin z rodziny wierzbowatych (Salicaceae Mirb.). Występuje naturalnie w Kolumbii, Peru oraz Brazylii. 

## Morfologia
PokrójZimozielone drzewo lub krzew dorastające do 6–15 m wysokości.
LiścieMają eliptyczny kształt. Mierzą 10–20 cm długości i 6,5–10 cm szerokości. Są skórzaste. Nasada liścia jest zaokrąglona. Liść na brzegu jest całobrzegi. Wierzchołek jest spiczasty. Ogonek liściowy jest nagi i dorasta do 13 cm długości.
KwiatySą zebrane po 8–10 w wierzchotkach. Rozwijają się w kątach pędów. Działki kielicha są podłużne, owłosione i mierzą do 8–9 mm długości.